# Дегре, Типпи
Типпи Бенджамин Оканти Дегре́ (род. 4 июня 1990 года), француженка, которая провела своё детство в Намибии, среди животных и аборигенов. После переезда в Париж со своими родителями, она вернулась в Африку для того, чтобы сделать шесть документальных фильмов о природе для Discovery Channel. Также она известна как смотрительница тигров в Форт Боярде, у берегов Франции, который явился сценой для популярного международного игрового шоу.

## Биография
Типпи родилась в Намибии, где её родители Алан Дегре и Сильвия Роберт работали внештатными фотографами дикой природы. Она была названа в честь Типпи Хедрен. Во время пребывания в Намибии, Типпи подружилась с дикими животными, такими как 28-летний африканский слон Абу, леопард по кличке J&B, крокодилы, львята, жирафы, галаго Гарнетта, полосатый мангуст, страус, сурикаты, малыш зебры, гепард, каракал, змея, африканский серый попугай, гигантские лягушки и хамелеоны. Также она обрела друзей среди аборигенов племён бушменов и химба из Калахари, которые научили её разговаривать на их языке, а также выживать с помощью корней растений и ягод.
Позже Типпи переехала со своими родителями на Мадагаскар, а затем во Францию, где она и стала знаменитостью. Книга о её приключениях («Tippi of Africa», ISBN 978-1-86872-083-5) была опубликована и переведена на несколько языков. Она попала в список бестселлеров 2001 года, составленный новостным журналом Der Spiegel. «My book of Africa» (ISBN 978-1-77007-029-5) самый продаваемый роман о приключенческой жизни Типпи в Намибии. Также она создала свой сайт и сделала в Африке 6 документальных фильмов о природе для Discovery Channel.
В Париже (Франция) Типпи поступила в местную государственную школу на первые два года, но затем обучалась дома, так как выяснилось, что у неё мало общего с другими детьми. Сейчас она изучает кино в университете Париж ІІІ Новая Сорбонна в Париже. Документальный фильм о её жизни в Африке, Le Monde Selon Tippi, был выпущен в 1997 году.

## Читать далее
- Ody, Joelle; Sylvia Robert, Alain Degre. Tippi of Africa (неопр.). — New Holland Publishers[англ.], 1998. — ISBN 978-1-86872-083-5.
- Degré, Tippi; Sylvie Robert, Alain Degré. My Book of Africa (неопр.). — Struik, 2005. — ISBN 978-1-77007-029-5.